# Сен-Кристоф (Тарн)
Сен-Кристо́ф (фр. Saint-Christophe, окс. Sant Cristòfol) — коммуна во Франции, находится в регионе Юг — Пиренеи. Департамент — Тарн. Входит в состав кантона Кармо-2 Валле-дю-Серу. Округ коммуны — Альби.
Код INSEE коммуны — 81245.

## География
Коммуна расположена приблизительно в 530 км к югу от Парижа, в 80 км северо-восточнее Тулузы, в 27 км к северу от Альби.
На северо-западе коммуны протекает река Вьор.

## Климат
Климат умеренно-океанический. Зима мягкая и дождливая, лето жаркое с частыми грозами. Ветры довольно редки.

## История
Коммуна была создана в 1876 году путём разделения коммуны Монтира. В 1973 году коммуна объединилась с коммуной Нарту (фр. Narthoux).

## Население
Население коммуны на 2010 год составляло 130 человек.
| 1962 | 1968 | 1975 | 1982 | 1990 | 1999 | 2010 |
| ---- | ---- | ---- | ---- | ---- | ---- | ---- |
| 196  | 203  | 165  | 133  | 107  | 123  | 130  |

## Экономика
В 2007 году среди 75 человек в трудоспособном возрасте (15—64 лет) 48 были экономически активными, 27 — неактивными (показатель активности — 64,0 %, в 1999 году было 64,8 %). Из 48 активных работали 43 человека (24 мужчины и 19 женщин), безработных было 5 (3 мужчин и 2 женщины). Среди 27 неактивных 5 человек были учениками или студентами, 10 — пенсионерами, 12 были неактивными по другим причинам.

## Фотогалерея

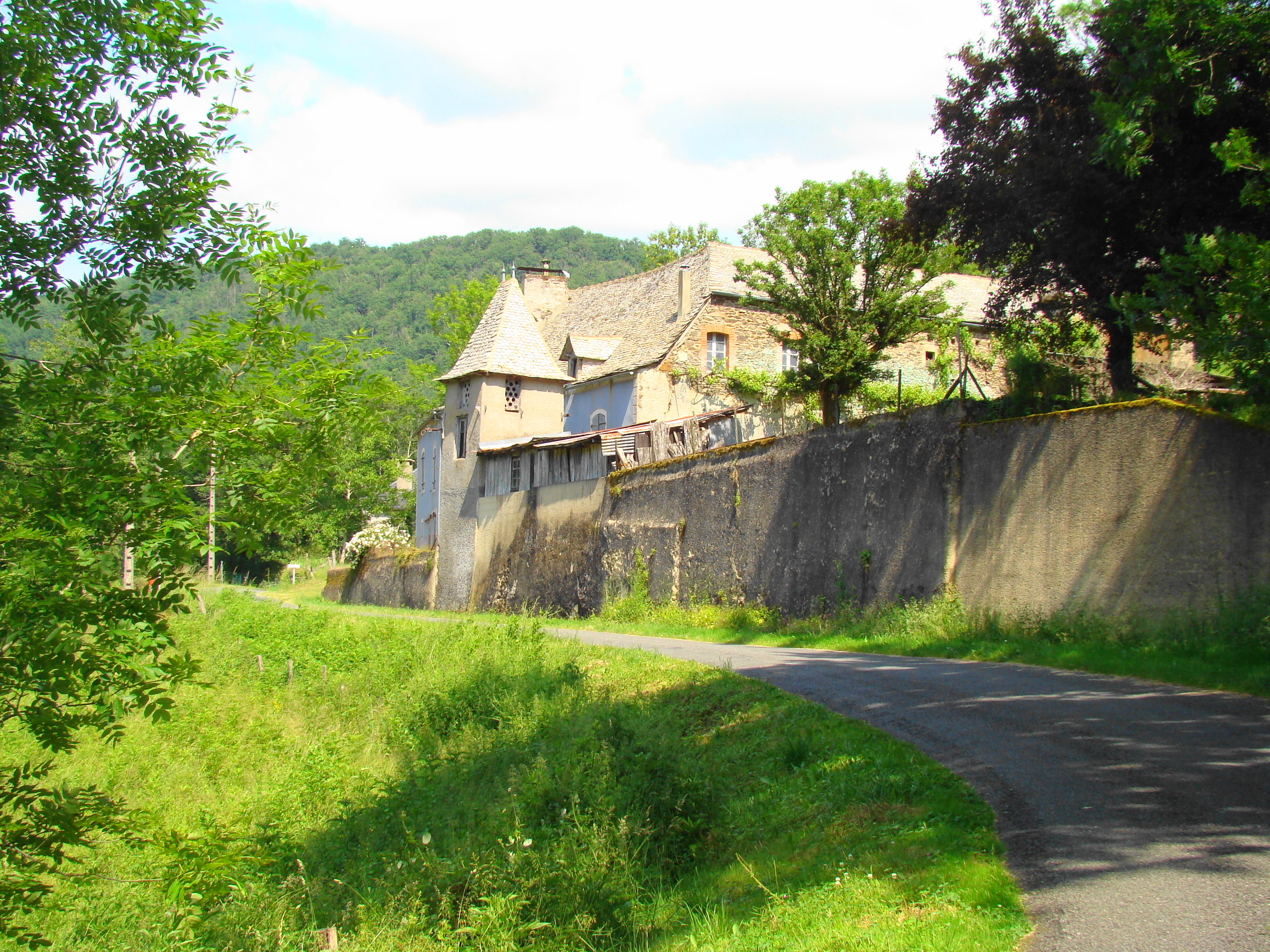
Сен-Кристоф
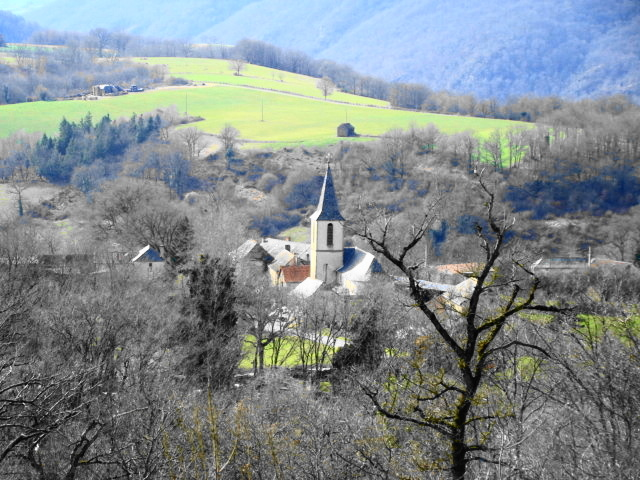
Сен-Кристоф
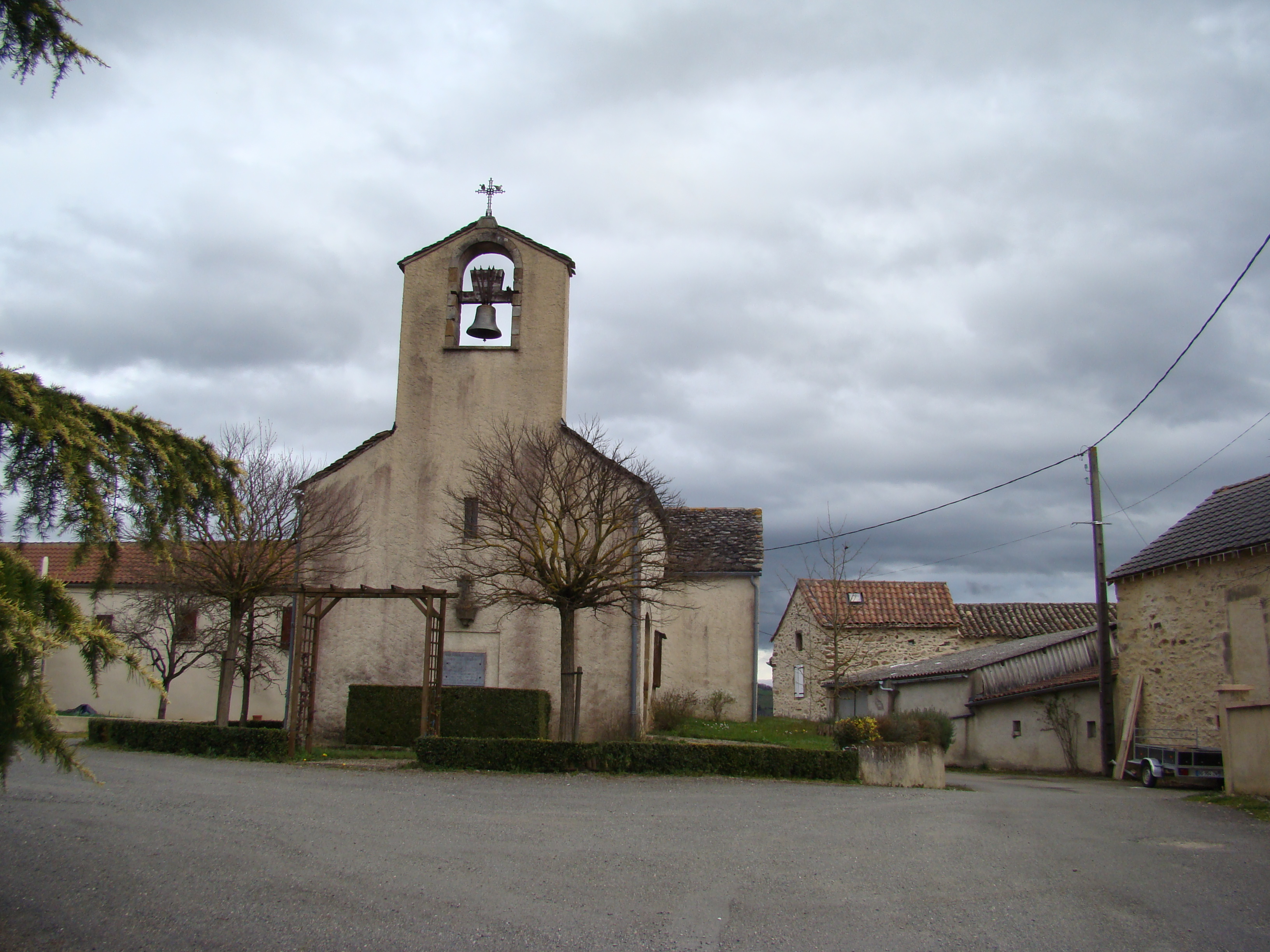
Церковь
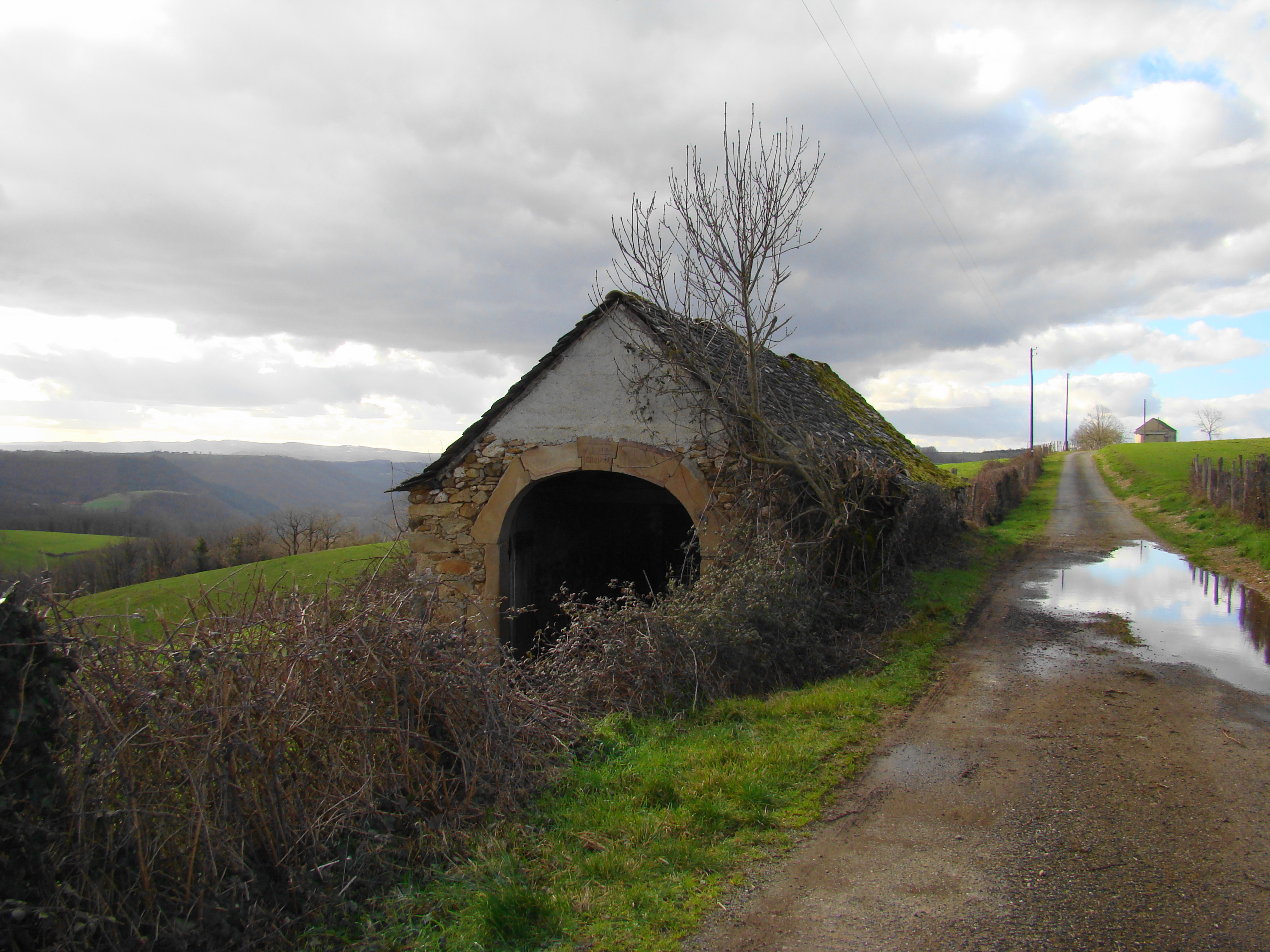
Кабан (тип сезонного жилья пастухов, охотников)
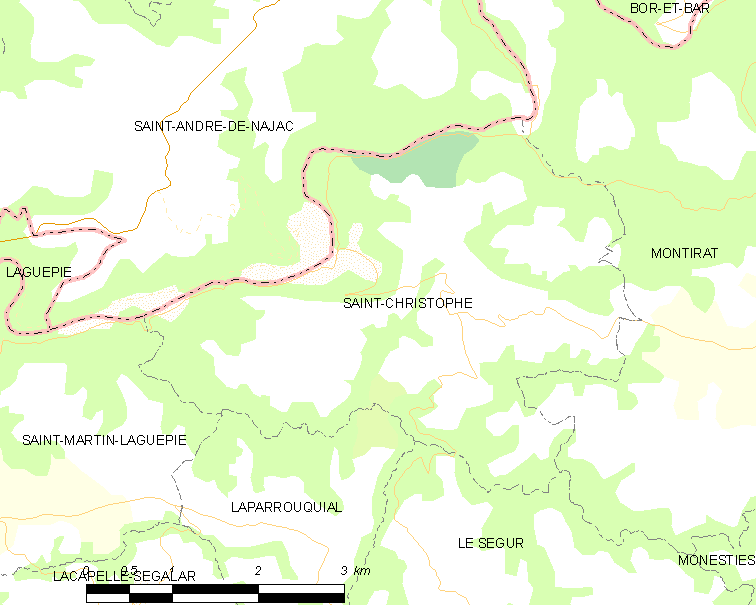
Карта коммуны